# Briceville (Tennessee)
Briceville est une communauté non incorporée du Comté d'Anderson (Tennessee).
Elle doit son nom au sénateur Calvin S. Brice qui a œuvré pour l'arrivée du chemin de fer dans la localité.

## Histoire
Un bureau de poste a été établi en 1888.
En 1902 une explosion s'est produit dans la mine de Briceville, tuant 216 mineurs. Le 9 décembre 1911 une autre explosion se produit, tuant 89 mineurs.
L'église et le cimetière de Briceville ont été classés au Registre national des lieux historiques en 2003.